# A Girl like Me (Emma Bunton)
A Girl like Me è il primo album in studio della cantautrice britannica Emma Bunton, pubblicato nel Regno Unito e in Europa il 16 aprile 2001 dalla Virgin.
L'album ha debuttato alla posizione numero quattro della classifica britannica degli album più venduti, lanciato dal successo del singolo apripista What Took You So Long?, numero uno per due settimane in Regno Unito.
I successivi singoli estratti sono entrati rispettivamente tra le prime 10 e le prime 20 posizioni della classifiche inglese (rispettivamente Take My Breath Away al numero cinque e We're Not Gonna Sleep Tonight alla 20). L'album, con 125 000 copie vendute sul mercato inglese, è risultato essere il 147º best seller del 2001.
Le vendite totali del disco si aggirano intorno alle 500 000 copie. In Australia è stato certificato disco d'oro (35,000 copie vendute). Disco d'oro in UK (125,000).

## Tracce
1. What Took You So Long? – 3:59 (Emma Bunton, Richard Stannard, Julian Gallagher, Martin Harrington, John Themis, Dave Morgan)
2. Take My Breath Away – 3:34 (Emma Bunton, Steve Mac, Wayne Hector)
3. A World Without You – 4:53 (Emma Bunton, Evan Rogers, Carl Sturken)
4. High on Love – 3:49 (Emma Bunton, Richard Stannard, Julian Gallagher, Martin Harrington, Ash Howes, Sharon Murphy)
5. A Girl like Me – 4:01 (Emma Bunton, Evan Rogers, Carl Sturken)
6. Spell It O.U.T. – 3:12 (Emma Bunton, Andrew Frampton, Chris Braide)
7. Sunshine on a Rainy Day – 4:17 (Martin Glover, Zoë)
8. Been There, Done That – 3:05 (Emma Bunton, Andrew Frampton, Chris Braide)
9. Better Be Careful – 3:19 (Emma Bunton, Richard Stannard, Julian Gallagher, Martin Harrington, Ash Howes)
10. We're Not Gonna Sleep Tonight – 3:23 (Emma Bunton, Rhett Lawrence)
11. She Was a Friend of Mine – 3:34 (Emma Bunton, Evan Rogers, Carl Sturken)
12. What I Am (con i Tin Tin Out) – 4:34 (Kenny Withrow, Edie Brickell)

## Classifiche
| Classifica (2001)       | Posizione raggiunta |
| ----------------------- | ------------------- |
| Classifica australiana  | 86                  |
| Classifica austriaca    | 75                  |
| Classifica danese       | 23                  |
| Classifica finlandese   | 38                  |
| Classifica francese     | 79                  |
| Classifica neozelandese | 1                   |
| Classifica tedesca      | 67                  |
| Classifica irlandese    | 55                  |
| Classifica britannica   | 4                   |

## Pubblicazione
| Paese       | Data           | Etichetta      | Formati | Catalogo |
| ----------- | -------------- | -------------- | ------- | -------- |
| Regno Unito | 16 aprile 2001 | Virgin Records | CD      | CDV2935  |
| Australia   | 14 maggio 2001 | Virgin Records | CD      | 8103340  |